# Frontière entre l'Allemagne et la Suède
La frontière entre l'Allemagne et la Suède est entièrement maritime, intégralement située en mer Baltique. Avant la réunification de l'Allemagne le 3 octobre 1990, elle était constituée de deux morceaux se suivant, le premier à l'ouest entre la République fédérale d'Allemagne et la Suède et le second à l'est entre la République démocratique allemande et la Suède. Elle formait une partie de la frontière extérieure de la Communauté économique européenne à partir du 25 mars 1957, date de sa création par entre autres l'Allemagne de l'Ouest, et ce même après la réunification, laquelle a intégré la RDA à la CEE. Elle devint frontière extérieure de l'Union européenne le 1er janvier 1993 avant d'en devenir une frontière intérieure le 1er janvier 1995 avec l'adhésion de la Suède.